# آموس تاونسند
آموس تاونسند هو سياسي أمريكي، ولد في 1821 في Brownsville, Pennsylvania ‏ في الولايات المتحدة، وتوفي في 17 مارس 1895 في سانت أوغسطين في الولايات المتحدة. نشط حزبياً في الحزب الجمهوري. وقد انتخب عضو مجلس النواب الأمريكي ‏.